# Artiom Deleanu
Artiom Deleanu, född 1999, är en moldavisk brottare som tävlar i grekisk-romersk stil.

## Karriär
Vid EM 2025 i Bratislava tog Deleanu brons i 55 kg-klassen efter att ha besegrat slovakiske Arnold Megaly i bronsmatchen.